# 毛格洛德
毛格洛德是匈牙利的城鎮，位於該國中部，距離首都布達佩斯28公里，由佩斯州負責管轄，面積22.37平方公里，海拔高度28公里，海拔高度180米，2010年人口11,639，其中約四成居民信奉天主教。